# 長沢 (横須賀市)
長沢（ながさわ）は、神奈川県横須賀市の地名。現行行政地名は長沢一丁目から長沢六丁目。住居表示実施済区域。

## 地理
横須賀市の南部にある北下浦地区に属し、北に光の丘、東に野比、南西にグリーンハイツ、西に津久井、北西に武と接している。

### 河川
- 長沢川
- 野比川

### 地形
- 三浦富士

### 地価
住宅地の地価は、2023年（令和5年）1月1日の公示地価によれば、長沢1-49-3の地点で11万円/m2、長沢2-4-22の地点で11万4000円/m2となっている。

## 歴史
- 明治元年:神奈川府を経て神奈川県に所属する。
- 明治22年:北下浦村の大字長沢となる。
- 昭和18年:横須賀市の大字長沢となる。
- 昭和41年:京急久里浜線が三浦海岸駅まで延伸されたのに伴い、京急長沢駅周辺を中心に急速に宅地化が進む。
- 昭和50年:一部が岩戸1丁目～5丁目となる。

## 世帯数と人口
2023年（令和5年）4月1日現在（横須賀市発表）の世帯数と人口は以下の通りである。
| 丁目       | 世帯数    | 人口    |
| ---------- | --------- | ------- |
| 長沢一丁目 | 1,576世帯 | 3,339人 |
| 長沢二丁目 | 802世帯   | 1,834人 |
| 長沢三丁目 | 643世帯   | 1,554人 |
| 長沢四丁目 | 736世帯   | 1,533人 |
| 長沢五丁目 | 23世帯    | 48人    |
| 長沢六丁目 | 454世帯   | 1,035人 |
| 計         | 4,234世帯 | 9,343人 |

### 人口の変遷
国勢調査による人口の推移。
| 年                 | 人口   |
| ------------------ | ------ |
| 1995年（平成7年）  | 11,166 |
| 2000年（平成12年） | 9,330  |
| 2005年（平成17年） | 9,293  |
| 2010年（平成22年） | 9,446  |
| 2015年（平成27年） | 9,615  |
| 2020年（令和2年）  | 9,405  |

### 世帯数の変遷
国勢調査による世帯数の推移。
| 年                 | 世帯数 |
| ------------------ | ------ |
| 1995年（平成7年）  | 3,665  |
| 2000年（平成12年） | 3,251  |
| 2005年（平成17年） | 3,368  |
| 2010年（平成22年） | 3,534  |
| 2015年（平成27年） | 3,673  |
| 2020年（令和2年）  | 3,748  |

## 学区
市立小・中学校に通う場合、学区は以下の通りとなる（2022年3月時点）。
| 丁目       | 番・番地等 | 小学校                 | 中学校                 |
| ---------- | ---------- | ---------------------- | ---------------------- |
| 長沢一丁目 | 全域       | 横須賀市立北下浦小学校 | 横須賀市立北下浦中学校 |
| 長沢二丁目 | 全域       | 横須賀市立北下浦小学校 | 横須賀市立長沢中学校   |
| 長沢三丁目 | 全域       | 横須賀市立野比小学校   | 横須賀市立長沢中学校   |
| 長沢四丁目 | 全域       | 横須賀市立北下浦小学校 | 横須賀市立長沢中学校   |
| 長沢五丁目 | 全域       | 横須賀市立北下浦小学校 | 横須賀市立長沢中学校   |
| 長沢六丁目 | 全域       | 横須賀市立北下浦小学校 | 横須賀市立長沢中学校   |

## 事業所
2021年（令和3年）現在の経済センサス調査による事業所数と従業員数は以下の通りである。
| 丁目       | 事業所数  | 従業員数 |
| ---------- | --------- | -------- |
| 長沢一丁目 | 93事業所  | 627人    |
| 長沢二丁目 | 32事業所  | 157人    |
| 長沢三丁目 | 13事業所  | 74人     |
| 長沢四丁目 | 29事業所  | 159人    |
| 長沢五丁目 | 13事業所  | 174人    |
| 長沢六丁目 | 34事業所  | 264人    |
| 計         | 214事業所 | 1,455人  |

### 事業者数の変遷
経済センサスによる事業所数の推移。
| 年                 | 事業者数 |
| ------------------ | -------- |
| 2016年（平成28年） | 233      |
| 2021年（令和3年）  | 214      |

### 従業員数の変遷
経済センサスによる従業員数の推移。
| 年                 | 従業員数 |
| ------------------ | -------- |
| 2016年（平成28年） | 1,336    |
| 2021年（令和3年）  | 1,455    |

## 交通

### 鉄道
- 京浜急行電鉄 久里浜線
  - 京急長沢駅

### 道路
- 国道134号
- 神奈川県道27号横須賀葉山線

## 施設

### 教育施設
- 横須賀市立長沢中学校
- 神奈川県公立中学校教育研究会 技術・家庭科研究部会
- 横須賀市立北下浦中学校
- 横須賀市立北下浦小学校

### 観光地
- 本行寺
- 三浦大仏

### 緑地・公園
- 久里浜霊園
- 北下浦海岸遊歩道
- 長沢公園
- 長沢村岡公園
- 長沢平田公園
- 長沢台公園
- 長沢三丁目公園
- 長沢四丁目公園

### 事業所・営業所
- ヤマト運輸 横須賀長沢営業所

## その他

### 日本郵便
- 郵便番号 : 239-0842[2]（集配局 : 久里浜郵便局[16]）。